# 릴리 치
릴리 치(Lily Chee, 2003년 9월 19일~)은 미국의 모델이자 배우이다. 미국 애틀랜타 출생. 혼혈이라고 한다.
키는 173~175cm이라고 한다.